# Peter J.L.M. Bernink
Peter J.L.M. Bernink (1944) is een Nederlandse schrijver en voormalig cardioloog.

## Loopbaan
Na zijn studie geneeskunde in Amsterdam verhuisde hij naar Groningen, waar hij promoveerde en als cardioloog werkzaam was in het Martini Ziekenhuis. Deze medische achtergrond vormt het fundament van zijn literaire werk. Bernink werkte ongeveer dertig jaar in de cardiologie en was onder meer betrokken bij geneesmiddelenonderzoek en werkzaam in het bestuur van de Nederlandse Vereniging van Cardiologie. 
In 2014 debuteerde Bernink met de thriller Geen Weg Terug. De aanleiding om dit boek te schrijven was een conflict met verzekeraar Menzis; het werd een thriller waarin een zorgverzekeraar de rol van misdadige organisatie kreeg. Dat bleek een succesvol concept, waarna hij besloot door te gaan met het schrijven van thrillers, gebruikmakend van zijn expertise in de zorg. Sindsdien heeft hij vrijwel ieder jaar een nieuwe thriller gepubliceerd bij uitgeverij Palmslag. 
Zijn romans spelen zich doorgaans af in Nederland, met nadruk op het noorden. De context van de medische zorg, de ziekenhuiswereld en de bijbehorende ethische complexiteit spelen vaak een belangrijke rol. Met een productie van elf thrillers in tien jaar heeft hij zich gevestigd binnen het Nederlandse thrillergenre.